# McDonnell XF-88 Voodoo
McDonnell XF-88 Voodoo – amerykański myśliwiec dalekiego zasięgu, opracowany i zbudowany w dwóch egzemplarzach w zakładach McDonnell Aircraft Corporation. Maszyna nie weszła do produkcji seryjnej, posłużyła jednak do opracowania i wybudowania samolotu McDonnell F-101 Voodoo.

## Historia
Konstrukcja powstała wskutek ogłoszonego przez United States Army Air Forces w 1946 zamówienia publicznego na myśliwiec dalekiego zasięgu z napędem odrzutowym (określany mianem penetration fighter), który pełniłby rolę samolotu eskortującego bombowce podczas ich misji nad terytorium potencjalnego przeciwnika. Miał to być odrzutowy odpowiednik samolotu North American P-51 Mustang, osłaniającego bombowce Boeing B-17 Flying Fortress w nalotach na hitlerowskie Niemcy. Odpowiadając na zamówienie, swoje oferty przedstawiły trzy wytwórnie: North American Aviation, która zaproponowała YF-93 (będący daleko posuniętą modyfikacją myśliwca North American F-86 Sabre), Lockheed Corporation, która zaprezentowała XF-90, oraz McDonnell.

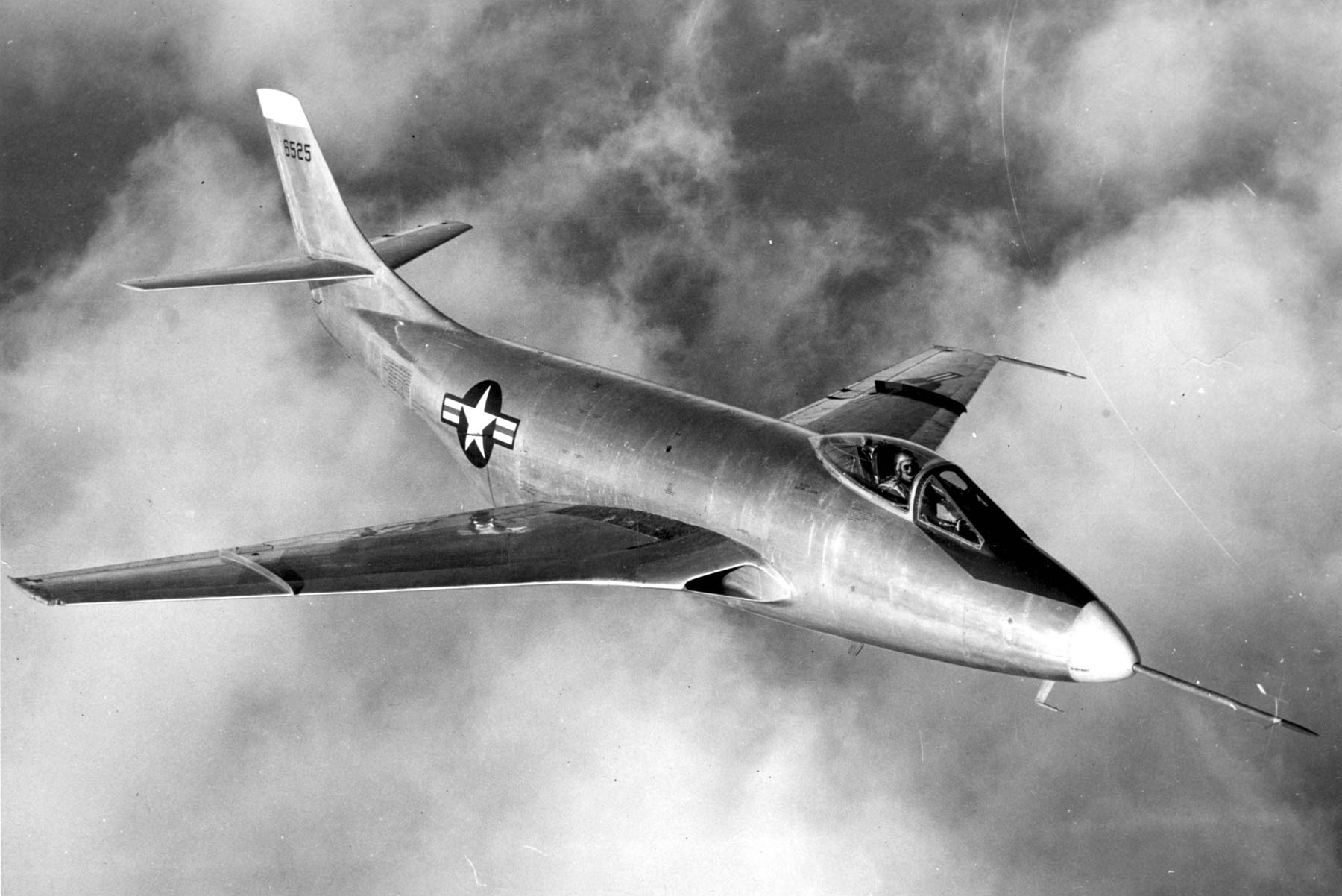
XF-88 w locie testowym

Prace nad samolotem McDonnell rozpoczął bardzo szybko i już 20 czerwca 1946 podpisano kontrakt na wybudowanie dwóch prototypów oznaczonych jako XP-88. Początkowo nową maszynę zamierzano wyposażyć w usterzenie motylkowe, jednak problemy związane z tym rozwiązaniem skłoniły konstruktorów do zastosowania usterzenia klasycznego. W 1948 zmieniono oznaczenie samolotu na XF-88. Pierwszy wybudowany prototyp o numerze fabrycznym 46-6525 wzbił się w powietrze 20 października 1948. Maszyna nie była uzbrojona, a napędzały ją dwa silniki Westinghouse J34-WE-13 o ciągu 13,3 kN każdy, silniki nie były wyposażone w dopalacze. Rok później, 26 kwietnia 1949, swój pierwszy lot odbył drugi prototyp, oznaczony jako XF-88A. Maszyna miała już uzbrojenie i była napędzana dwoma mocniejszymi silnikami, Westinghouse J34-WE-22, wyposażonymi w krótkie dopalacze. Podobnych zmian dokonano również w pierwszym prototypie.
Mimo że projekt McDonnella uznano za najlepszy, z rywalizacji o nowy myśliwiec dalekiego zasięgu dla US Air Force wyszedł zwycięsko North American YF-93. Jednakże jego wytwórca niezbyt długo cieszył się z zamówienia na 118 samolotów. Wraz z pojawieniem się bowiem nowego bombowca Boeing B-47 Stratojet, którego szybkość, zdaniem sztabowców sił powietrznych, eliminowała możliwość skutecznego ataku przez nieprzyjacielskie myśliwce, wygasło zapotrzebowanie na samolot eskortujący bombowce i w 1950 siły powietrzne anulowały program budowy penetration fighter. McDonnell próbował jeszcze bez powodzenia zainteresować swoim samolotem US Navy oraz siły powietrzne – wersją rozpoznawczą i szkolno-treningową. Pierwszy prototyp, XF-88A, został przebudowany na latającą hamownię dla silnika turbośmigłowego Allison T38, zamontowanego dodatkowo w dziobie maszyny i wyposażonego w czterołopatowe śmigło naddźwiękowe. Zmodyfikowany samolot został oznaczony jako XF-88B. Po zakończeniu prób obydwa prototypy zostały złomowane w 1958. Tak zakończyłaby się historia samolotu, ale wybuch wojny w Korei zweryfikował poglądy amerykańskich sztabowców w kwestii potrzeby posiadania myśliwca eskortującego. W 1951 US Air Force rozpoczęła nowy program, mający doprowadzić do powstania myśliwca, przeznaczonego do ochrony bombowców podczas ich misji. Efektem tego przedsięwzięcia okazał się samolot McDonnell F-101 Voodoo, będący zmodyfikowaną wersją XF-88.

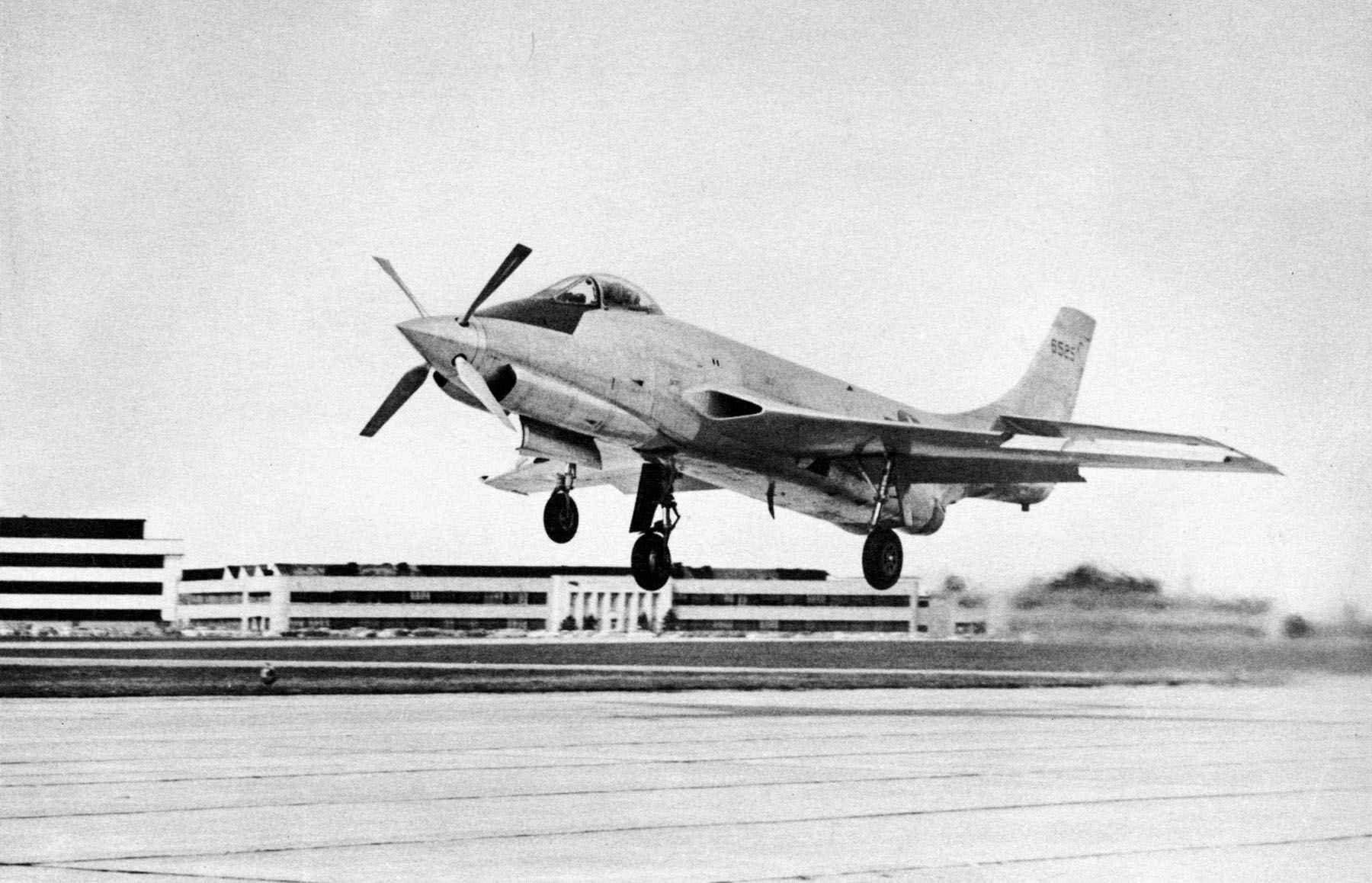
Lądujący XF-88B z silnikiem Allison T38 zamontowanym w nosie samolotu

## Konstrukcja
XF-88 był jednomiejscowym, całkowicie metalowym, wolnonośnym dolnopłatem, napędzanym przez dwa silniki turboodrzutowe. Skrzydła samolotu, o skosie 35° z bardzo cienkim, szybkościowym profilem, były zaopatrzone w klapy, lotki oraz automatyczne sloty na krawędzi natarcia. Na górnej powierzchni płatów zamontowano grzebienie aerodynamiczne, po jednym na każdym płacie. Ich zadaniem było wymuszanie równoległego opływu strug powietrza na całej powierzchni płata. Zapobiegano w ten sposób odginaniu strug przepływającego powietrza w kierunku końcówek skrzydeł. Kadłub o konstrukcji półskorupowej mieścił kabinę pilota, dwa silniki, umieszczone w jego dolnej części oraz cztery samouszczelniające się zbiorniki paliwa. Za skrzydłami, po obu stronach kadłuba były zamontowane hamulce aerodynamiczne. Konstrukcja miała klasyczne, wolnonośne, skośne usterzenie ze sterem wysokości zamontowanym nad kadłubem na sterze kierunku. Podwozie było trójzespołowe (każdy zespół z jednym kołem) i chowane (przednie do wnęki w kadłubie, główne do wnęk w skrzydłach). Przy kadłubie, na krawędzi natarcia skrzydeł, znajdowały się wloty powietrza do silników.